# Richie Palacios
Richard Jordan Palacios (Brooklyn, Nueva York, 16 de mayo de 1997), más conocido como Richie Palacios, es un jugador profesional estadounidense de béisbol que se desempeña en la posición de segunda base en Tampa Bay Rays, equipo de las Grandes Ligas de Béisbol (MLB).

## Carrera
Palacios hizo su debut en la MLB con el equipo Cleveland Guardians, en el cual jugó una temporada (2022), después pasó a St. Louis Cardinals (2023), posteriormente a Tampa Bay Rays, donde lleva jugando una temporada.